# BV-4511
La BV-4511 és una carretera del Bages que discorre pels termes municipals de Sant Fruitós de Bages, Artés, Santpedor i Callús. La B correspon a la demarcació de Barcelona, cosa que indica la seva antiga pertinença a la Diputació de Barcelona. Actualment pertany a la Generalitat de Catalunya, i la V a l'antiga xarxa de carreteres veïnals.
Té l'origen a la cruïlla amb les carreteres B-451 i BV-4512, a 250 metres a migdia del Pont de Cabrianes, al nord-oest de Cal Gras i al sud-oest de Ca la Rossa. Des d'aquest lloc s'adreça de primer cap a ponent i gira de seguida cap al nord-oest. Passa a ran de l'església romànica de Sant Jaume d'Olzinelles, on torna a girar cap a ponent, direcció que, fent alguns retombs, ja segueix fins al final. Passa a migdia del Polígon industrial Pla del Mas i després passa per sota de la carretera E-9-C-16 i de seguida després per sota de la C-25. Tot seguit troba al nord del Polígon industrial Pla de Santa Anna, i tot seguit, just en entrar en terme de Santpedor, troba l'antic poble, d'hàbitat dispers, de Claret, on hi ha les esglésies romàniques de Santa Anna i de Santa Maria de Claret, a més de les masies de la Torre de Claret i de Casagemes.
Ja en terme de Santpedor, el travessa tot de llevant a ponent, passant a l'inici entre el Polígon industrial Riu d'Or, al nord-est, i el de Santa Anna III, just abans d'entrar a Santpedor. Travessa tota aquesta vila, i en surt cap a l'oest passant pel nord de Can Tatger; passa al sud de la partida de la Carretera de Callús, deixa al nord el Mas de l'Erola, deixa al sud el Soler i al nord Cal Cots, i s'aboca en la carretera C-25 al sud-est de la població de Callús i al nord de la Torre dels Moros.